# Бучак
Буча́к — село в Україні, у Черкаському районі Черкаської області, підпорядковане Бобрицькій сільській громаді. Розташоване за 13 км на північ від найближчого міста Канева та за 13 км від залізничної станції Ліплава.
Село розташоване на березі Канівського водосховища, де збудовано пристань. Населення становить 15 осіб, 4 двори (2007).

## Назва
Юрій Іллєнко у своїй книжці “Доповідна апостолові Петрові” (2008, 2011) стверджує, що назва Бучак походить від слова “бузьок”, тобто лелека. Український режисер Олег Чорний вважає, що назва має тюркське коріння, такої ж думки дотримується і ряд дослідників.

## Найдавніші часи
Навколишня місцевість насичена археологічними пам'ятками ранньослов'янського періоду. 2 км нижче за течією Дніпра розташована Бабина гора, яку російський археолог Борис Рибаков відносив до провідних святилищ цього періоду на Середньому Подніпров'ї.
На північній околиці, в урочищі Грибіней, знаходиться під охороною держави пам'ятка історії IX століття — Рожена криниця. Згідно з легендою Великі Київські Князі Святослав, Ігор та Володимир, прямуючи на рать з половцями зупинили князівське військо в урочищі, щоб втамувати спрагу і зробити запас води. Зустрічала і проводжала ратників місцева красуня Рожена.
Науково-дослідним інститутом пам'яткоохоронних досліджень розроблений проект охоронних меж Бучака та прилеглої території. За даними Інституту археології НАН України ці землі є унікальними через насиченість археологічними пам'ятками: навколо села Бучак, тобто на прибережній смузі завдовжки 6 і завширшки 2,5 км знаходиться 14 поселень, 5 городищ та 2 могильники, які представляють практично всі археологічні культури, відомі на Середньому Подніпров'ї — від Трипільської культури (IV тис. до н. е.) до пізнього середньовіччя та козацької доби. Унікальність Бучацького археологічного комплексу полягає не лише у культурно-хронологічній повноті — такий комплекс фактично більше не має аналогів на Подніпров'ї. Причому більшість пам'яток лише означені і досі повністю не досліджені.
Назва, ймовірно, тюркського походження, як і чимало довколишніх топонімів. Співзвучна з назвою Буджак, тобто куток, що вказує на тутешні круті повороти русла Дніпра довкола Трахтемирівського півострова.

## XVI—XVII століття
Населений пункт на цьому місті, імовірно, у середині XVI століття називався Подсичі. Принаймні Петро Клепатський ототожнює з Бучаком це село, про яке в «Люстрації Канівського замку» 1552 р сказано:
|  | Село Подсъечи земянское, панъ Сълужка держить, отъ замку земълею и водою 2 мили <14 км>, семъей 6-ть; зимуютъ и литуютъ при замъку, служатъ з городовыми; озеръ уступъныхъ и забережныхъ 12, рыбы з нихъ отъ уходниковъ пану шостая часть, бобровъ половина, сего году <1552> досталося ему рыбы за пять копъ грошей, бобръ одинъ. |

В епоху Хмельницького Бучак належав Таганській сотні Канівського козацького полку. Згаданий 20 червня 1645 р. у декреті між Кшиштофом Радецьким та підстаростою Корсунським Презейським, слугою Станіслава Конецьпольського про наслання підданих на добра Бучак. Королівський привілей 15 жовтня 1660 р. про збереження прав на державу Бучак у Канівському старостві королівського полковника Габріеля Войніловича.

## XVIII— початок ХХ століття
У XVIII столітті Бучак належав до володінь Канівського староства. У 1760-х рр. він став спадковим володінням останнього канівського старости Станіслава Понятовського (племінника короля). Після ліквідації Речі Посполитої був ним проданий поряд з іншими канівськими володіннями і належав полковнику польської армії Йосипу Гнатовичу Понятовскому і його синам, з яких колезький радник Цезар Осипович Понятовський володів селом у час реформи 1861 року. Цезар Понятовський помер бездітним. У 1822-31 рр. в Бучаку діяв цукрозавод Понятовських, один з перших в Україні.
Бучак, який ніколи не мав власної церкви, був приходом спочатку Михайлівської церкви в селі Селище, потім церкви Успіння в Пшеничниках..
Лаврентій Похилевич у «Сказанні про населені місцевості Київської губернії» пише:
|  | Деревня Бучак, над самим Днепром к 4-х верстах среди леса расположенная и имеющая 434 души обоего пола, приобревших по силе выкупного договора 1863 года 198 десятин за 9552 рубля. В 1792 году Бучак принадлежал приходом к Михайловской Селищской церкви и имел только 20 дворов и менее 200 душ обоего пола, а в 1741 году только 5 дворов. Местечко Бучак, где была в начале прошлого века резиденция богатого польского вельможи, старосты Каневского Н. Потоцкого, владевшего на далекое пространство окрестными селами, находится в Галиции. По-видимому, у память этого Бучака основана или переименована настоящая деревня при Днепре. В Бучаке — отделение суконной фабрики. |

Станом на 1885 рік у колишньому власницькому селі Пшеничківської волості Канівського повіту Київської губернії мешкало 583 особи, налічувалось 98 дворових господарств, існували заїжджий будинок і винокурний завод.
За переписом 1897 року кількість мешканців зросла до 759 осіб (365 чоловічої статі та 394 — жіночої), з яких 759 — православної віри.
У 1900 році в селі було 182 двори та 846 жителів. Село належало графу Цезарю Адамовичу Шелембеку. Тоді на його території були школа, 7 вітряків, 2 кузні.

## Радянські часи
З 1928 по 1929 роки створено перше ТСОЗ, а у 1930 році з'явився колгосп. У довоєнний період в колгоспі був побудований цегельний завод. У роки Другої Світової війни село було майже зруйновано. Великі та кровопролитні бої в районі села точилися при форсуванні Дніпра, В 1943 році за звільнення села загинуло майже 1 000 воїнів Радянської армії. У пам'ять про них в селі встановлений монумент із меморіальною дошкою, на якій викарбувано кілька сотень імен загиблих.
Перші бої з німцями в районі Бучака відбувалися в серпні-вересні 1941 року. Запеклі бої розгорнулися в вересні-жовтні 1943 року, коли радянські війська форсували Дніпро і створили в цих місцях плацдарм для передбачуваного наступу на Київ. Форсування Дніпра в цьому місці почалося в ніч на 26 вересня 1943 року силами 23-ї стрілецької дивізії 23-го стрілецького корпусу. Їм протистояли частини 57-ї німецької піхотної дивізії i 112 піхотної дивізії. 27 вересня в лісі на південній околиці села був оточений і знищений радянський повітряний десант 5-ї повітряно-десантної бригади (серед небагатьох учасників десанту, яким вдалося вижити — кінорежисер Григорій Чухрай). Бучак був міцним вузлом оборони вермахту, що розділяв Бучакський і Студенецький плацдарми. Тільки 15 жовтня радянським військам (206 стрілецька дивізія) вдалося зайняти південну частину села.
У 1950–1960 роки господарство села було об'єднане із господарством села Пшеничники. З 1970-их років село користувалось популярністю як місце літнього відпочинку мистецької інтелігенції.

## Сучасність
В 80-ті роки на території Бучаку та в околицях було розпочато будівництво Канівської ГАЕС. Відповідно до первинного проекту будівництва Канівської ГАЕС,  у  зону впливу будівництва потрапили  85 домогосподарств, які складали все населення села на той момент.  Також переміщенню підлягали 7 муніципальних будівль.
В процесі будівництва було частково відселено і зруйновано село Бучак, викорчували частину дубового лісу, частковоо зруйновано гору Лисуху з розташованими на ній археологічними пам'ятками, порушена екосистема цієї місцевості.
Будівництво ГАЕС було зупинено після Чорнобильської катастрофи і остаточно припинено в 1992 р за браком коштів. Однак у 2000-х — 2010-х роках регулярно з'являлися плани його відновлення. Ці плани викликали рішучі протести екологів.
Основні екологічні ризики, пов'язані з ГАЕС, на думку експертів наступні:
- Радіаційне зараження місцевості вниз за течією (будівництво ГАЕС підніме з дна радіоактивний мул, що відклався після Чорнобильської катастрофи)
- Непередбачувані геологічні наслідки, зважаючи на складну геологію цих місць, що загрожують антропогенною катастрофою[17].

Нижній котлован недобудованої ГАЕС перетворився в озеро, назване Бучак або Блакитне. Так як його живлять холодні джерела, що б'ють на дні, озеро самоочіщується и живе життям природного озера, перетворившись в улюблений туристичний об'єкт цих місць
Рішення щодо переміщення домогосподарств та знесення будинків приймалось відповідними місцевими органами влади у 1986 році.  З 85 домогосподарств с. Бучак: 32 сім'ї отримали упорядковані нові садиби із земельними ділянками в селі Студенець, а 53 сім'ї отримали грошові компенсації. Всі 85 домовласників села Бучак передали забудовнику документи для знесення власних будинків  або звернулись з проханням розібрати такі будинки власноруч на матеріали. Станом на сьогодні в с. Бучак було встановлено, що 25 домогосподарств  та дві муніципальні будівлі  не  розібрано.
З 25 домогосподарств с. Бучак  - 5 домогосподарств  підпадає під вплив будівництва за оновленим проектом Канівської ГАЕС . Інші — ні.
Загальна кількість осіб, що проживають у селі  коливається від десяти до декількох десятків.  Мешканці села використовують помешкання для постійного або сезонного проживання.  В селі Бучак офіційно зареєстровані дві фізичні особи.  Ще дві фізичні особи мають зареєстровані права власності на  земельні ділянки та будинки.
Відповідно до постанови КМ України № 446 від 1 липня 1994 року, територія між селами Трахтемирів і Бучак Канівського району Черкаської області, за межами впливу будівництва Канівської ГАЕС, включена до складу Державного історико-культурного заповідника «Трахтемирів».

## Кінематограф
Через мальовниче розташування Бучак неодноразово ставав кінознімальним майданчиком. Наприкінці 1950-х Олександр Птушко знімав тут «Казку про Іллю Муромця» — перший радянський широкоекранний фільм. Олександр Довженко вирішив зняти тут «Поему про море». Природа Бучака стала місцем натурних зйомок для «Української рапсодії» Сергія Параджанова, «Ночі на Івана Купала» Юрія Іллєнка, «Іванового дитинства» Андрія Тарковського, «Бумбараша» Абрама Народицького та Миколи Рашеєва. Наприкінці 1980-х документальний фільм «Сон» тут знімав Сергій Буковський.
У Бучаку знятий документальний фільм 2014 року "Голлівуд над Дніпром. Сни з Атлантиди" про кінематографічну історію села.

## Населення

### Мова
Розподіл населення за рідною мовою за даними перепису 2001 року:
| Мова       | Кількість | Відсоток |
| ---------- | --------- | -------- |
| українська | 14        | 93.33%   |
| російська  | 1         | 6.67%    |
| Усього     | 15        | 100%     |

## Відомі люди
- Володимир Затуливітер, український поет, провів останні роки та похований у Бучаку.
- Сергій Якутович, український художник, провів тут своє дитинство[5].

## Галерея

Пам'ятник В. Затуливітеру на цинтарі села Бучак
Пам'ятник воїнам 206-ї стрілецької дивізії
Пам'ятник воїнам 206-ї стрілецької дивізії
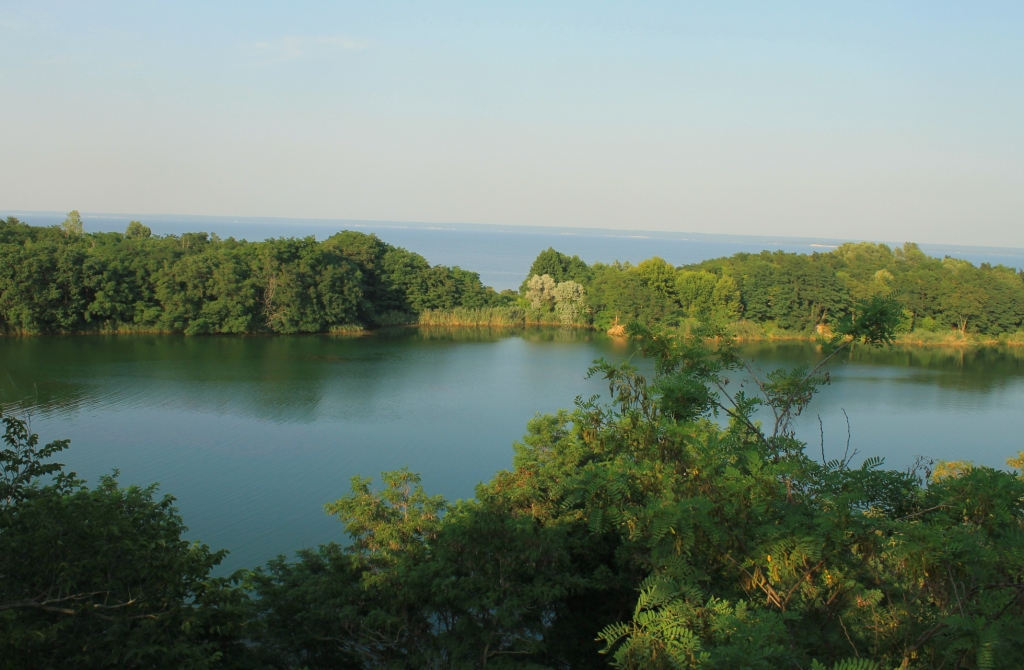
Озеро Бучак, вид зі східного берега
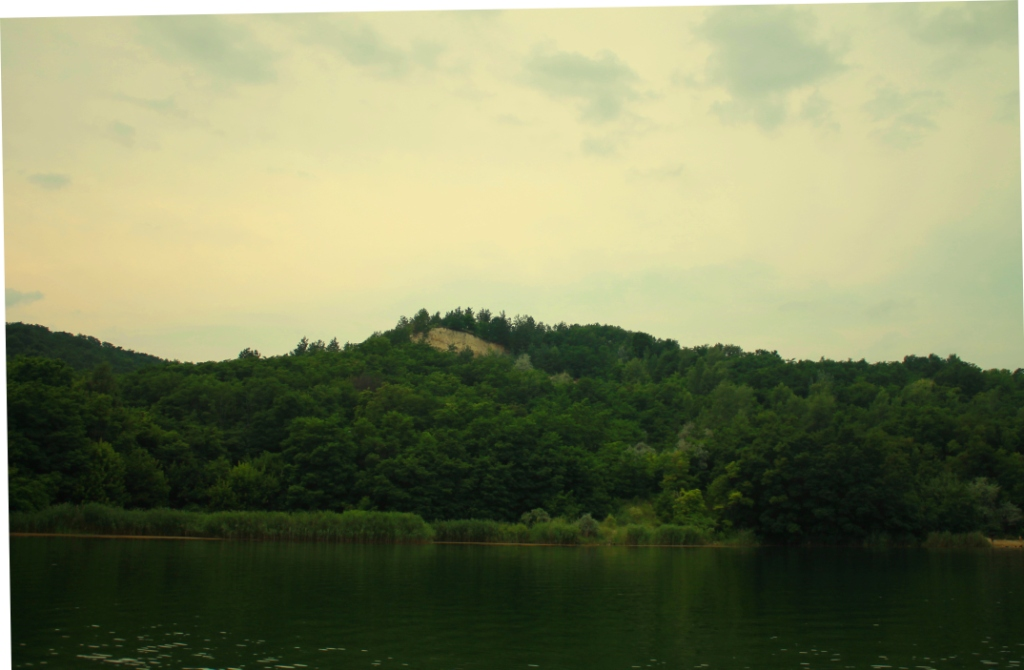
Вид на східний берег озера Бучак
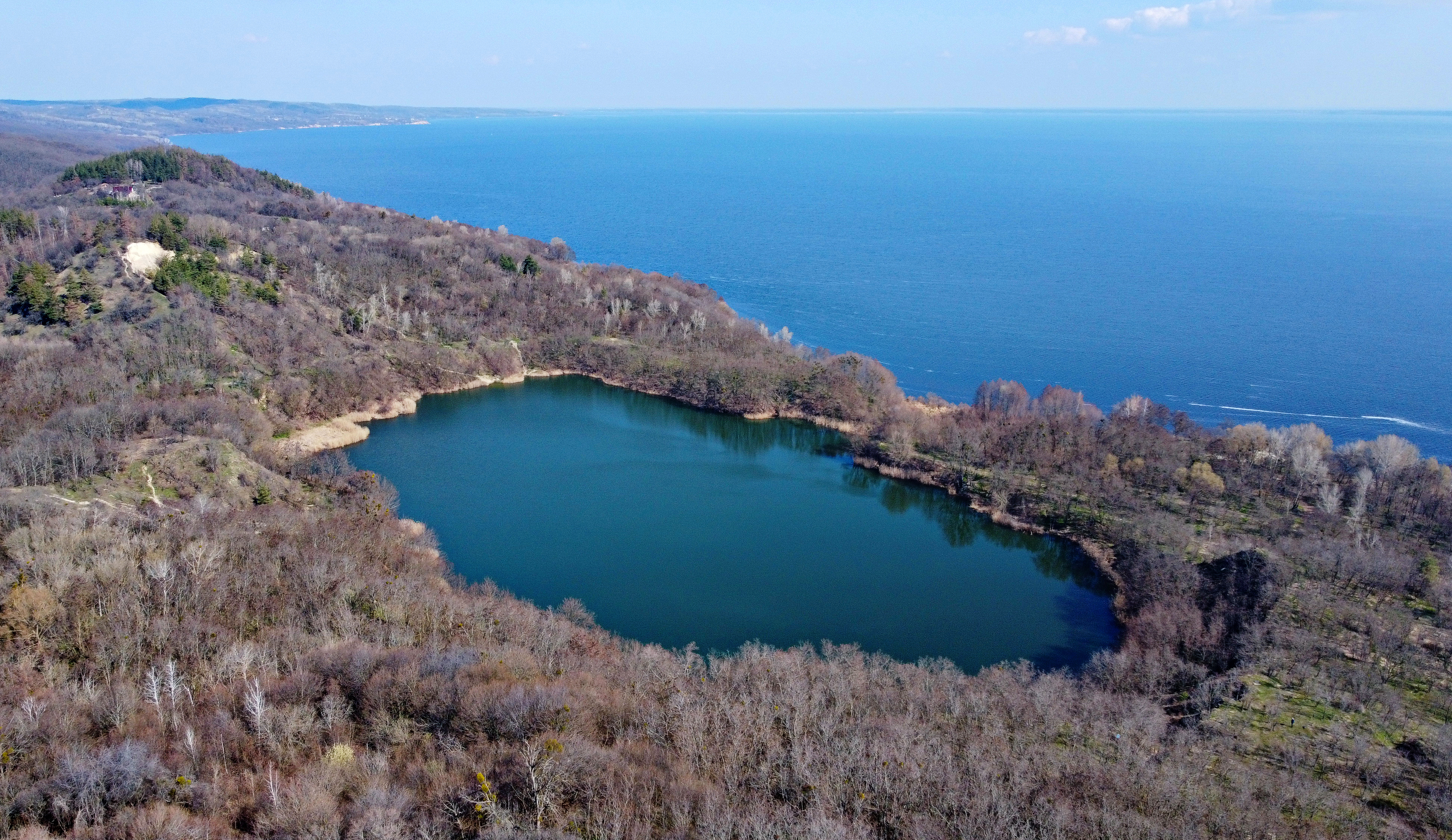
Озеро Бучак